# Ottilie Abrahams
Ottilie Grete Abrahams, bekannt als Aunty Tillie, (* 2. September 1937 in Windhoek, Südwestafrika als Ottilie Grete Schimming; † 1. Juli 2018 ebenda) war eine namibische Lehrerin, Aktivistin und Politikerin. Sie lebte 15 Jahre im Exil und gründete nach ihrer Rückkehr mehrere Schulen, insbesondere für Schwarze.

## Jugend und politisches Engagement
Ottilie Grete Schimming war das jüngste Kind einer Baster-Familie. Ihre Eltern waren der Lehrer Otto Ferdinand Schimming und Charlotte Schimming (geborene Freiser), in deren Haus die politische und soziale Situation offen diskutiert wurde. Sie beherbergten auch Schwarze, die nach Windhoek gereist waren, wo Hotels nur für Weiße zugänglich waren. Ihre Schwester Nora Schimming-Chase wurde später nach der Unabhängigkeit Namibias die erste namibische Botschafterin in Deutschland.
Schimming besuchte in Windhoek die Grundschule und ging anschließend in Kapstadt (Südafrika) auf die weiterführende Schule, was damals ungewöhnlich für schwarze Mädchen war. 1954 schrieb sie sich an der Trafalgar High School im District Six in Kapstadt ein, die als Schule der Politik galt, da die Lehrkräfte radikale politische Kräfte waren, die den Bantu Education Act ablehnten.
Sie trat der Cape Peninsula Students’ Union (CPSU) und der Society of Young Africa (SOYA) bei und schloss sich der Non-European Unity Movement und der National Unity Movement (NUM) an. In der CPSU lernte sie unter anderem Neville Alexander, Dulcie September und Marcus Solomon kennen, mit denen sie in ihrem Leben in verschiedenen Projekten zusammenarbeiten sollte.
An der Universität Kapstadt machte Schimming ihren Bachelor und eine Lehrerfortbildung und gehörte mit diesem Grad der Ausbildung zu den führenden intellektuellen Kräften Namibias. 1952 war sie Gründungsmitglied des South West Africa Student Body (SWASB), das ab 1955 als South West Africa People’s Association (SWAPA) weitergeführt wurde. Als stellvertretende Generalsekretärin war sie die einzige Frau im Führungsgremium. SWASB und SWAPA ebneten 1959 den Weg zur Gründung der ältesten namibischen Partei South West Africa National Union (SWANU).
1957 trat Schimming der Partei Ovamboland People’s Congress (OPC), einer Vorgängerorganisation der SWAPO, bei. Außerdem gehörte sie der maoistischen militanten Anti-Apartheids-Organisation Yu Chi Chan Club an, die den bewaffneten Kampf gegen die südafrikanische Regierung vorbereitete.
1961 heiratete sie den Mediziner Kenneth Godfrey Abrahams, der sich ebenfalls bei der SWAPO, der CPSU und dem Yu Chi Chan Club engagierte. Nach der Rückkehr des Ehepaars aus Südafrika nach Namibia eröffnete Kenneth Abrahams 1962 in Rehoboth eine Praxis. An den Wochenenden fuhr das Ehepaar nach Schlip oder Rietoog zu kleineren Kliniken und versuchte, bei der Bevölkerung das Interesse an politischen Themen zu wecken. Ottilie Abrahams Eltern hatten einen Hof in Rehoboth gekauft, was Ottilie Abrahams zu einer Angehörigen der Rehoboth-Gemeinschaft machte. In dieser Zeit galt Rehoboth als gewissermaßen unabhängig. Nur dort war es Schwarzen in Südwestafrika erlaubt, Waffen zu tragen.
Als 1963 die Guerilla-Aktivitäten des Yu Chi Chan Clubs bekannt wurden, kam es zu Festnahmen. Nachdem Neville Alexander und Marcus Solomon bereits verhaftet worden waren, kam die Polizei nach Rehoboth, um Kenneth Abrahams festzunehmen. Etwa 400 bewaffnete Bewohner Rehoboths stellten sich der Polizei entgegen. Die Zeitung berichtete, dass die Rehobother bereit seien, für ihren Arzt zu sterben – „Rehobothers Were Willing to Die for their Doctor“. Kenneth Abrahams schaffte es, sich abzusetzen und in die Berge zu fliehen, Ottilie Abrahams kleidete sich wie eine Herero-Frau und floh mit Papieren, die sie von der SWAPO erhalten hatte, nach Betschuanaland (heute Botswana).
In der botswanischen Stadt Francistown erhielt sie von ihrem Mann die Nachricht, dass er sich auf dem Weg nach Francistown befände. Kenneth Abraham wurde jedoch zusammen mit dem SWAPO-Politiker Andreas Shipanga, dem Baster Paul Smit und Hermanus Beukes von südafrikanischen Polizisten entführt und nach Kapstadt ins Gefängnis gebracht. Durch Intervention des britischen Parlaments – Botswana war bis 1966 britisches Protektorat – wurde Kenneth Abrahams aus dem Gefängnis entlassen.

## Leben im Exil 1963–1978

### Tansania
1963 ging das Ehepaar Abrahams nach Daressalam, Tansania. Ottilie Abrahams wurde Bildungsministerin, und sie und ihr Mann gehörten zum Führungsgremium der SWAPO (South-West Africa People’s Organisation). Einige Monate später wurden sie und Andreas Shipanga aus der Partei ausgeschlossen, da sie sich über Korruption und Missbrauch von Parteispenden beschwert und einen Wechsel in der Parteiführung gefordert hatten. Das wurde als die sogenannte „Shipanga Affäre“ oder „Rebellion“ bekannt. Der damalige Parteivorsitzende Sam Nujoma duldete keinen Widerspruch und sah die Bewegung in Gefahr.

### Sambia
Von 1963 bis 1968 lebte Ottilie Abrahams mit ihrem Mann in der sambischen Hauptstadt Lusaka, unterrichtete an der Chizongwe Secondary School und eröffnete gemeinsam mit anderen Lehrkräften in einer ländlichen Gegend die Petauke Secondary School. Ihr Mann arbeitete als Arzt und versorgte hauptsächlich Kämpfer verschiedener nationaler Befreiungsbewegungen. Ein Zusammentreffen des sambischen Präsidenten Kenneth Kaunda mit dem südafrikanischen Ministerpräsidenten Balthazar Johannes Vorster 1968 hatte zur Folge, dass Parteien und Führungsfiguren der Befreiungsbewegung angegriffen wurden. Ottilie Abrahams wurde vorgeworfen, eine illegale Einwanderin zu sein, und ihr Ehemann wurde in Isoka verhaftet. Fünf Jahre vorher waren sie dort noch von Kenneth Kaunda bei einem Fußballspiel willkommen geheißen worden. Mithilfe eines Anwalts kam Kenneth Abrahams frei, und die Abrahams erhielten Asyl in Schweden.

### Schweden
Das Ehepaar Abrahams lebte mit seinen Töchtern neun Jahre im Stockholmer Stadtbezirk Spanga. Ottilie Abrahams machte einen Master in Englisch und arbeitete an einer Promotion. Das Thema ihrer nicht beendeten Dissertation war der Roman Die Schönen sind noch nicht geboren (The Beautyful Ones Are Not Yet Born) des ghanaischen Schriftstellers Ayi Kwei Armah. Der Roman spielt in einem postkolonialen Land vor einem Putsch, der Protagonist ist ein Eisenbahnbeamter, der seine Familie kaum ernähren kann. Abrahams analysierte in ihrer Arbeit, warum trotz des Willens zur Unabhängigkeit überall in Afrika direkt nach dem Erreichen der Unabhängigkeit Putschversuche stattfanden. Vor Abschluss der Promotion kehrte die Familie 1978 nach Namibia zurück, da dem Ehepaar politische Amnestie durch die Resolution 435 des UN-Sicherheitsrates erteilt wurde.

„I finished all my exams; all I had to do was just to complete my thesis. Then one day in 1978, we were informed that we were granted political amnesty. Within 27 hours my husband and I were on the plane from Stockholm to Windhoek. For 16 years in exile, I had lived for the day when I would set foot again in Windhoek! My thesis was locked in a cupboard and since that day I have been involved in implementing the ideas discussed in that document!“

„Ich habe alle meine Prüfungen abgeschlossen; ich musste nur noch meine Doktorarbeit fertigstellen. Dann, eines Tages im Jahr 1978, wurde uns mitgeteilt, dass wir politisch amnestiert worden waren. Innerhalb von 27 Stunden saßen mein Mann und ich im Flugzeug von Stockholm nach Windhoek. 16 Jahre lang hatte ich im Exil auf den Tag gewartet, an dem ich wieder einen Fuß nach Windhoek setzen würde! Meine Dissertation war in einem Schrank eingeschlossen, und seit diesem Tag bin ich an der Umsetzung der in diesem Dokument erörterten Ideen beteiligt!“

In Stockholm hatte Ottilie Abrahams ihren Mann 1976 bis 1978 bei der Veröffentlichung von The Namibian Review. A Journal of Contemporary South West African Affairs unterstützt. Die Herausgeber nannten sich Namibian Review Group beziehungsweise the Swedish Namibian Association und veröffentlichten 14 Ausgaben. Ab 1979 wurde The Namibian Review von Windhoek aus vertrieben und hieß The Namibian Review: A Journal of Contemporary Namibian Affairs. Die Zeitschrift bot ein weites Spektrum an politischen, wirtschaftlichen, sozialen und kulturellen Themen und wollte ein Forum für alle Aspekte des Lebens in Namibia sein, mit dem Schwerpunkt auf den Problemen auf dem Weg zur Unabhängigkeit.
Im Juni 1978 gründeten die Abrahams zusammen mit Andreas Shipanga, der 1978 aus der Haft in Sambia ebenfalls nach Stockholm gekommen war, in ihrer Wohnung die South-West Africa People’s Organisation-Democrats (SWAPO-D), den Vorsitz hatte Shipanga. 1980 schloss er das Ehepaar Abrahams aus der SWAPO-D mit der Begründung aus, dass sie den Interessen der Partei schadeten. 1995 bezeichnete Ottilie Abraham die Gründung als Fehler. Sie und ihr Mann hätten seit 13 Jahren im Exil gelebt und die Leute, mit denen sie die SWAPO-D gründeten, hätten sich verändert und wären den Einflüssen der SWAPO ausgesetzt gewesen. Ihr beider Wunsch sei es gewesen, den Akzent auf Demokratie innerhalb der SWAPO zu setzen.

## Engagement in Namibia ab 1978
Nach der überstürzten Rückkehr nach Namibia wurde das Ehepaar Abrahams im Haus des namibischen Politikers Gerson Veii herzlich empfangen (“Babietjie Schimming was back” – Baby Schimming ist zurück). Ottilie Abrahams war die einzige Exilantin beim Empfang, die die lokale Sprache beherrschte.
Ottilie Abrahams und ihr Mann nahmen an der zu diesem Zeitpunkt laufenden Wahlkampagne teil und Ottilie Abrahams fungierte als Generalsekretärin der Namibianischen Unabhängigkeitspartei Namibia Independence Party (NIP) und der Schwesterpartei der Namibia National Front (NNF). 1990 erzielte die NNF einen Sitz im neu gewählten Parlament, Ottilie Abrahams war auf dem zweiten Listenplatz.
1978 beteiligte sie sich an der Kampagne zur Beendigung der Wehrpflicht in Südwestafrika. Sie gründete das Namibian National Nationhood Programme, einen Zusammenschluss von Nichtregierungsorganisationen im Bereich Bildung und Agrarwesen. 1979 war Ottilie Abrahams eine wesentliche Kraft beim Aufbau der Namibian Women’s Association (NAWA), einer autonomen Frauenbewegung, die unabhängig von Parteien agierte. Sie war mehrere Jahre Vorstandsvorsitzende des Namibia Non-Governmental Organisations Forum (NANGOF).

### Gründung des Jacob Marengo Tutorial College 1985
Ottilie Abrahams’ Einsatz für Bildungsprojekte war sehr groß, sie gründete eine Vorschule in Rehoboth und eine Grundschule in Katutura. Unterstützt durch das South African Committee for Higher Education (SACHED) gründete sie 1985 mit ihrem Mann das Jacob Marenga Tutorial College. Das Motto der Schule in Katatura war in den Anfängen geprägt von den Grundsätzen des Pädagogen Paulo Freire Bildung zur Befreiung (education for liberation) und bedeutete einen Wechsel von der bisherigen Strategie „Befreiung vor Bildung“ (liberation before education), die in der ersten Hälfte der 1980er-Jahre Schulboykotte und -aufstände ausgelöst hatte. Mit dem Namen der Schule würdigte das Ehepaar Abrahams den 1985 großteils in Vergessenheit geratenen Nationalhelden und wichtigsten Anführer im Aufstand der Herero und Nama von 1904 bis 1908, Jakobus Morenga.

### Frauenorganisationen und Projekte für Kinder
In den 1990er-Jahren war Abrahams eine treibende Kraft beim Versuch, eine Dachorganisation für die verschiedenen Frauennetzwerke zu gründen. Dies gelang aufgrund von persönlichen und parteipolitischen Differenzen nicht. 1991 wurden die Namibian National Women’s Organisation (NANAWO) und die Federation of Namibian Women gegründet.
1993 entwickelte Ottilie Abrahams Fördermaßnahmen für das Mädchen-Kind-Projekt (Affirmative Action for the Girl Child Project), welches sie als Vertreterin der NAWA auf der 4. UN-Weltfrauenkonferenz 1995 in Peking vorstellte. Das Projekt bot Mädchen Schulungen in Projektentwicklung und Führung an. Mit der Gründung von Namibian Girl Child Movement (GCM) ermöglichte Abrahams Mädchen in ganz Namibia eine Vernetzung über Stämme und politische Parteien hinweg, um sie bei der Lösung von Konflikten wie früher Mutterschaft als Teenager, Schulabschlüssen und Stipendien zu unterstützen.
Ihr Ehemann Kenneth Abrahams starb im April 2017. Ottilie Abrahams setzte sich auch in hohem Alter noch für Bildung, Demokratie und Gleichstellung ein und war bis zwei Wochen vor ihrem Tod 2018 Direktorin der Jacob-Marengo-Schule. Sie hinterließ vier Kinder und sechs Enkel. Eines ihrer Kinder ist die Wissenschaftlerin und Aktivistin Yvette Abrahams, ihr Sohn Kenneth Abrahams arbeitet seit ihrem Tod im Management der Jacob-Marengo-Schule. Anlässlich des Todes von Ottilie Abrahams erschien ein Nachruf in der Tageszeitung The Namibian, in dem sie als Mother of Education („Mutter der Bildung“) gewürdigt wurde.